# 德島工業短期大學
德岛工业短期大学（日语：／ Tokushima Kōgyō Tanki Daigaku *），简称德工短，是一所位于日本德岛县板野郡板野町的私立短期大学。

## 概要

### 简介
- 学校最早可以追溯到1943年[1]。短期大学为于1973年开办[1]、由学校法人德島城南学园经营。

### 历史
- 1973年 德岛工业短期大学成立并同时设置自动车工业科。
- 1997年 专科纤修工学专攻[注 1]成立。
- 2009年 专科自动车工学专攻成立。

## 学校环境
- 校区：在德岛县板野郡板野町

## 历任校长
- 近藤安次郎：第一代短期大学校长
- 滨田实：就任于1994年
- 山本哲彦：就任于2007年
- 添田乔：现在短期大学校长[2]

## 组织

### 学科
- 自动车工业科

### 专科
| - 纤修工学专攻 - 自动车工学专攻 |

### 业余课程
| - 没有 |

## 姊妹学校
- 大连职业技术学院
- 上海市商工外语学校

## 相关链接
- 日本短期大学列表